# Bernadets-Dessus
Bernadets-Dessus là một xã thuộc tỉnh Hautes-Pyrénées trong vùng Occitanie tây nam nước Pháp. Khu vực này có độ cao trung bình 480 mét trên mực nước biển.